# Amélie de Dietrich
Amélie de Dietrich, född 15 juli 1776 i Ribeauvillé, död 24 december 1855 i Strassburg, var en tysk-fransk brukspatron och industrialist. Hon var ägare och direktör för järnbruken i Jaegerthal från sin makes död år 1806, och har kallats den första kvinnliga industrialisten i Alsace. 
Hon var gift med Jean-Albert de Dietrich (1773–1806). Maken var arvtagare till en av Frankrikes mest betydande industrier, De Dietrichs förvaltningsbolag och industribolag. Hon ärvde verksamheten av sin make 1806 och blev därmed en av Frankrikes mest betydande industrimagnater under Napoleon I:s regeringstid. Hon beskrivs som en framgångsrik innovatör och som den första industrialist i Frankrike – och den första kvinnan – som introducerade en design-logo för industriprodukter.